# 1061

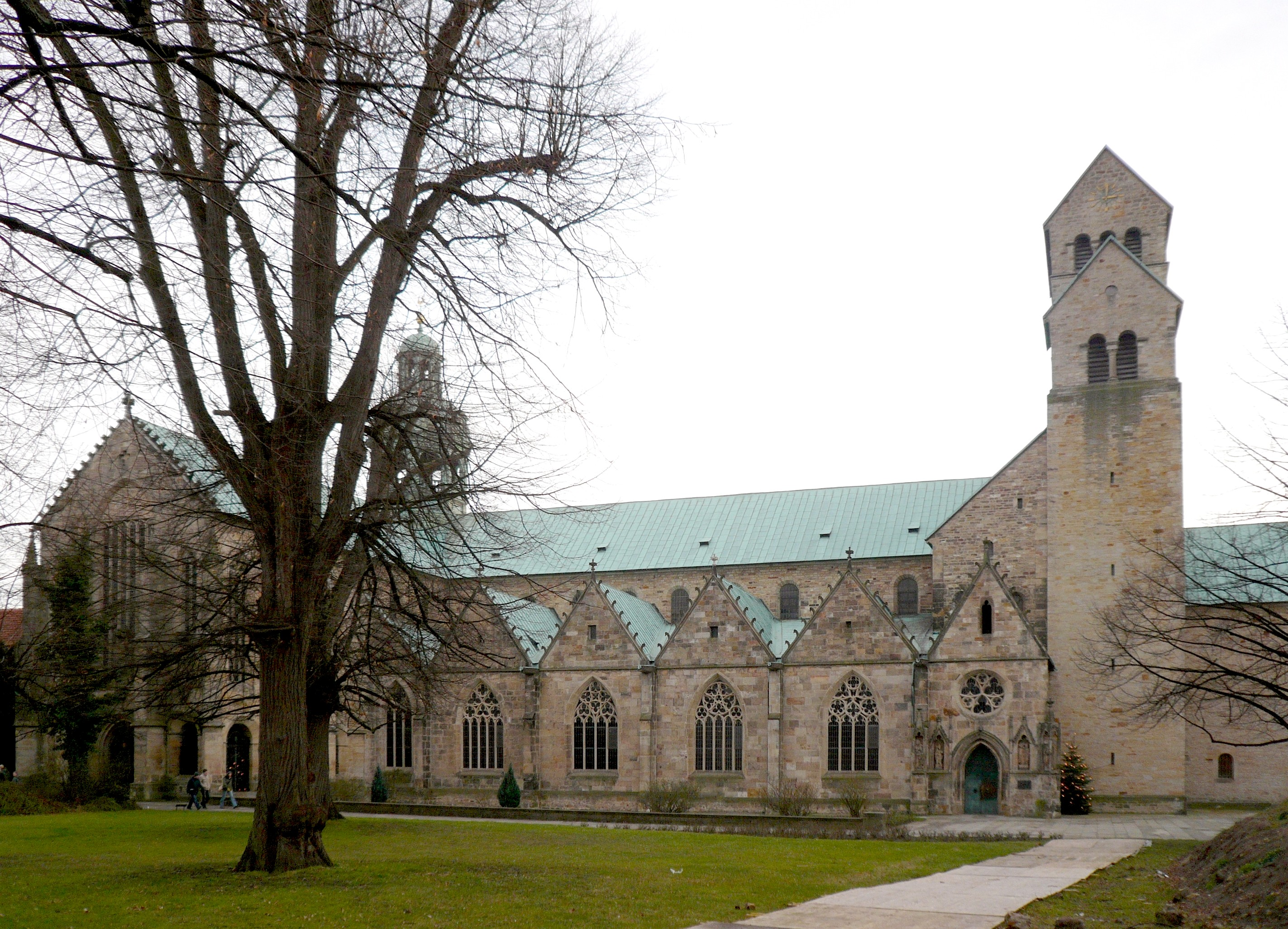
Mariendom, Hildesheim, voltooid in 1061

Het jaar 1061 is het 61e jaar in de 11e eeuw volgens de christelijke jaartelling.

## Gebeurtenissen
- De Normandiërs onder Robert Guiscard, hertog van hertogdom Apulië en zijn broer Rogier van Hauteville, veroveren Messina. Begin van de christelijke herovering van Sicilië.
- Na het overlijden van paus Nicolaas II wordt zoals door hem verordonneerd door de kardinaal-bisschoppen een nieuwe paus gekozen, Anselmo da Baggio, die de naam Alexander II aanneemt. Koning (later keizer) Hendrik IV is niet in de verkiezing gekend, en benoemt Pietro Cadalus tot paus, die de naam Honorius II aanneemt, maar historisch als tegenpaus geldt.
- Walram I is de eerste graaf van Limburg waarover zekerheid bestaat. (jaartal bij benadering)
- De bouw van de Dom van Hildesheim wordt voltooid.
- Rogier van Hauteville trouwt met Judith van Évreux.

## Opvolging
- Armagnac - Bernard II opgevolgd door zijn zoon Gerolt II
- Beieren - Agnes van Poitou opgevolgd door Otto van Northeim
- Bohemen - Spythiněv II opgevolgd door zijn broer Vratislav II
- Brno - Otto opgevolgd door zijn broer Koenraad
- Holland - Floris I opgevolgd door zijn zoon Dirk V met diens moeder Geertruida van Saksen als regentes
- Hongarije (6 december) - Béla I in opvolging van zijn broer Andreas I
- katapanaat van Italië - Miriarchos opgevolgd door Maruli
- Karinthië en Verona - Koenraad III opgevolgd door Berthold van Zähringen
- Olmütz - Vratislav opgevolgd door zijn broer Otto
- paus (30 september) - Nicolaas II opgevolgd door Alexander II
- Zollern - Burchard I opgevolgd door Frederik I

## Geboren
- Reinoud II, graaf van Bourgondië en Mâcon (1087-1097)
- Rogier I, hertog van Apulië (1085-1111) (jaartal bij benadering)

## Overleden
- 28 januari - Spythiněv II (~29), hertog van Bohemen (1055-1061)
- 28 juni - Floris I, graaf van Holland (1049-1061)
- 13 juli - Beatrix I van Gandersheim (~24), Duits prinses en abdis
- 19 of 27 juli - Nicolaas II, paus (1058-1061)
- Burchard I, heer van Zollern
- Isaäk I Komnenos, keizer van Byzantium (1057-1059)
- Koenraad III, hertog van Karinthië en markgraaf van Verona (1056-1061)
- Adelman van Luik, bisschop van Brescia en theoloog (jaartal bij benadering)